# Västra Hoby församling
Västra Hoby församling var en församling i Lunds stift och i Lunds kommun. Församlingen uppgick 1992 i Torns församling.

## Administrativ historik
Församlingen har medeltida ursprung. Före den 1 januari 1886 (ändring enligt beslut den 17 april 1885) var namnet Hoby församling.
Församlingen utgjorde tidigt ett eget pastorat för att därefter från början av 1500-talet till 1 maj 1933 vara moderförsamling i pastoratet (Västra) Hoby och Håstad. Från 1 maj 1933 till 1992 annexförsamling i pastoratet Vallkärra, Stångby, Västra Hoby och Håstad som från 1962 även omfattade Igelösa församling och Odarslövs församling Församlingen uppgick 1992 i Torns församling.

## Kyrkor
- Västra Hoby kyrka